# Jan Vilikovský
Jan Vilikovský (15. dubna 1904, Semechnice u Opočna – 15. listopadu 1946, Brno) byl český literární historik, filolog, medievista, vysokoškolský pedagog a překladatel.

## Život
Pocházel z rolnické rodiny. Do obecné školy chodil v letech 1910-1914 v Českém Meziříčí a po absolvování reálného gymnázia v Náchodě roku 1922 začal studovat na Filozofické fakultě Univerzity Karlovy v Praze jako žák Václava Tilleho obory čeština, francouzština, latina a historie. Ve studiu pokračoval na Filozofické fakultě Univerzity Komenského v Bratislavě (FIF UK) jako žák Václava Chaloupeckého a Josefa Baudiše, u kterého studoval také keltštinu. Studium zakončil roku 1927 získáním titulu doktor filozofie (PhDr.)
Od roku 1928 působil na FIF UK nejprve jako asistent seminářů moderní filologie a lektor středověké latiny, od roku 1933 jako docent a od roku 1936 jako mimořádný profesor pro obor dějiny literatury československé. Roku 1932 byl zvolen mimořádným a roku 1937 řádným členem Učenenej spoločnosťi Šafárikovej v Bratislavě, roku 1936 dopisujícím členem Královské české společnosti nauk. Roku 1939, poté co jej Slovenský štát propustil ze svých služeb, přešel na Filozofickou fakultu Masarykovy univerzity v Brně (FF MU) jako řádný profesor starší české a slovenské literatury. Po uzavření českých vysokých škol 17. listopadu 1939 byl poslán na tzv. dovolenou s čekatelným (tj. s výpomocným platem).
V letech 1940-1945 žil převážně v Bratislavě a z hmotné tísně pracoval na slovensko-anglickém slovníku. Po osvobození pokračoval od roku 1945 ve své práci jako řádný profesor na FF MU a roku 1946 byl zvolen mimořádným členem České akademie věd a umění. Zemřel po nepovedené operaci štítné žlázy, pochován je v Bratislavě.
Vilikovský byl především historik literatury českého středověku, kterou rozšířil chronologicky na dobu husitskou a jazykově na latinském písemnictví v českých zemích. Významně se rovněž věnoval starší slovenské literatuře, kterou chápal jako součást literárních dějin československých. Studoval rovněž církevní kancionály. Své články publikoval hlavně v časopise Bratislava. Nucené přerušení pedagogické činnosti po uzavření českých vysokých škol vyplnil usilovnou badatelskou, vydavatelskou a překladatelskou prací, jejíž výsledky stačil jen zčásti publikovat.

## Výběrová bibliografie

### Odborné práce
- Versus de passione sancti Adalberti (1929), článek o legendě Verše o utrpení svatého Vojtěcha.
- Latinská poesie v středověkých Čechách (1930), článek.
- Latinská poesie žákovská v Čechách (1932), monografie.
- O domnělé Husově rétorice (1932), o ztracené rétorice Jana Husa
- Rukopisná bohemika v Admontě (1934), společně s Václavem Tillem, článek o rukopisech českého původu v klášterní knihovně v Admontě.
- Státní hymna československá (1935), společně s Dobroslavem Orlem.
- Cantus catholici (1935), pojednání o prvním tištěném katolickém zpěvníku na Slovensku z roku 1655.
- Dějiny literárních společností malohontských (1936), uspořádal a opatřil doslovem a poznámkami.
- Duchovní poesie Třanovského (1936), pojednání o díle evangelického kněze Jiřího Třanovského.
- Abatyše Kunhuta (1939), monografie o Kunhutě Přemyslovně.
- Staročeský Passionál a Život Krista Pána (1940)
- Slezsko, český stát a česká kultura (1946), spoluautor, cyklus přednášek pořádaný Masarykovou universitou v Brně.
- Starší literatura slezská a její význam v literatuře české (1946), znovu vydáno roku 1999 pod názvem Starší česká literatura ve Slezsku.
- Písemnictví českého středověku (1948), soubor studií, posmrtně.
- Leben und Schriften des Prager Magisters Adalbert Rankonis de Ericinio (1971), vydáno z pozůstalosti.

### Uspořádané výbory
- Próza z doby Karla IV. (1938).
- České modlitby Milíčovy (1938), české modlitby Milíče z Kroměříže.
- Básnické spisy Pavla Josefa Šafaříka (1938).
- Staročeská lyrika (1940)', připravil a doprovodil úvodní studii.
- Legenda o svaté Kateřině (1942), přepsal staročeský text a napsal úvodní studii.
- Staročeské satiry (1942), z Hradeckého rukopisu vybral a opatřil úvodem, poznámkami a jazykovými vysvětlivkami.
- Výbor z české literatury od počátků po dobu Husovu (1957), s jinými, vydáno posmrtně.
- Výbor z české literatury doby husitské (163-1964), dva svazky, s jinými, vydáno posmrtně.

### Překlady
- Život a utrpení svatého Vojtěcha, biskupa a mučedníka (1935), překlad latinského spisu svatého Bruna z Querfurtu.
- Vlastní životopis Samuela Hruškovice, překlad z latiny do slovenštiny.
- Mabinogi: keltské pověsti (1944), překlad z velštiny vznikl již roku 1931.

### Ostatní
- Anglicko-slovenský slovník (1946).